# Troels Andersen (kunsthistoriker)
Troels Andersen (født 27. februar 1940 i København, død 31. august 2021) var en dansk kunsthistoriker, forfatter og medstifter af Den eksperimenterende Kunstskole i København (1961). Han var formand for Foreningen af Danske Kunstmuseer (1978-84), medlem af Statens Humanistiske Forskningsråd (1981-85), næstformand for Statens Museumsnævn (1985-89), formand for Kunstmuseernes Fælleskonservering, i dag Kunstkonserveringen (1991-93), og for Institutionen Weilbachs Kunstnerleksikon og Arkiv (1998-2004). Desuden var han medlem af bestyrelsen for fonden Victor Petersens Willumsen-samling (siden 2004), Kandinsky Fonden, Anna Klindt Sørensens Fond og kunstneren Leif Lages Fond. Fra 1973-2004 var han leder af Silkeborg Kunstmuseum ( i dag Museum Jorn, Silkeborg). 
Andersen var cand phil. i russisk og studerede kunsthistorie og russisk sprog, litteratur og kunst på Københavns Universitet (1961-66). Han havde studieophold i Moskva og Leningrad 1960-61, 1963, 1971, og Amsterdam 1968. Han var undervisningsassistent og ekstern lektor ved Universiteterne i København og Aarhus (1966-76). Desuden var han kunstkritiker ved Information (1963-66) og redaktør af tidsskrifterne Cras (1980-93) og Billedkunst (1966-69 og 1993-2009).
Troels Andersen udgav flere biografier og værkkataloger over danske og internationale kunstnere fra det 20. århundrede, bl.a. om Asger Jorn, Sonja Ferlov Mancoba, Franciska Clausen og Kazimir Malevich.
Han fik tildelt Høyen Medaljen i 1996.

## Publikationer af Troels Andersen
- Moderne Russisk Kunst (1967)
- Malevich. A Catalogue Raisonné (Amsterdam 1970)
- Set er Sket (1972)
- Franciska Clausen (s.m. Gynther Hansen, 1974)
- Albert Gottschalk. En Biografi og en Billedfortegnelse (1977, 2. udg. 2013)
- Sonja Ferlov-Mancoba (1979)
- Jens Adolf Jerichau (1983)
- Asger Jorn, Oeuvrefortegnelse I-III samt Supplement (1968-2006, s.m. dr. G Atkins)
- Eksempler og Motiver (1988)
- Asger Jorn, en Biografi, Bind I (1994, 2. udg. 2011), Bind II (1997, 2011) (I-II tysk udg. 2001)
- Aksel Jørgensen – Liv og Kunst (2002)
- Jorn i Havana (2005, 2. udg.2011)
- Boris Gurvich ( Moskva 2006)
- Silkeborg Kunstmuseums historie 1940-2005 (2008)
- Gennadij Aigi: Om dette. Digte 1958-2005 (2009)
- Ex-skolen. Eksperiment – kunst – skole 1961-69 (2010)
- K S Malevich – The Leporskaya Archive (2011)
- Ude af øje, erindringer (2014)
- K.S. Malevich The Black Cross. (2016 s.m. Bent Hacke)
- Erik Nyholm – Keramiske billeder (2017).